# Birkholm

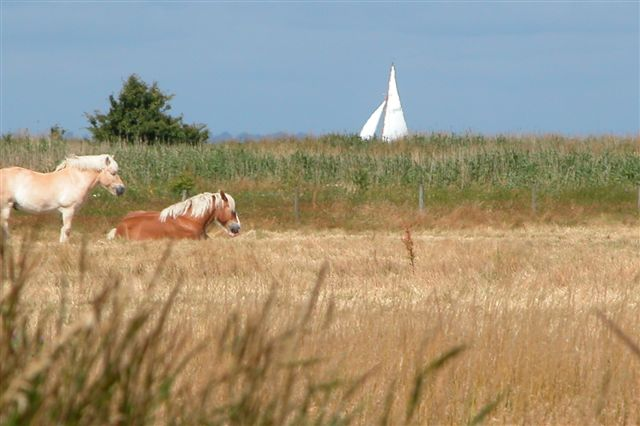
Paisaje con dique.

Birkholm es una isla perteneciente al municipio danés de Ærø. Birkholm está ubicada entre las islas de Tåsinge, Strynø y Hjortø.
Ocupa una superficie de tan sólo 92 ha y alberga una población de 10 habitantes (2006). Su punto más alto se encuentra a tan sólo 2 m s. n. m.